# Lill-Höktjärnen, Ångermanland
Lill-Höktjärnen är en sjö i Sollefteå kommun i Ångermanland och ingår i Ångermanälvens huvudavrinningsområde.